# 羅凱特
50°13′23″N 24°20′56″E / 50.22306°N 24.34889°E
羅凱特（烏克蘭語：Рокети），是烏克蘭西部的村莊，隸屬利維夫州的舍普季茨基區多布羅特維爾市鎮。該村始建於1350年，面積0.45平方公里，2001年人口259，人口密度每平方公里571.74人。